# Lista odcinków serialu Sanctuary
Lista odcinków serialu Sanctuary. Serial składa się z 59 odcinków podzielonych na 4 serie, a także jednej serii 8 webizodów. Emisja pierwszego odcinka telewizyjnego odbyła się 3 października 2008, a ostatniego 30 grudnia 2011.

## Serie
| Sezon                               | Sezon    | Odcinki | Oryginalna emisja    | Oryginalna emisja | Oryginalna emisja                                             | Oryginalna emisja                                            | Oryginalna emisja |
| Sezon                               | Sezon    | Odcinki | Premiera sezonu      | Finał sezonu      | Premiera sezonu                                               | Finał sezonu                                                 |                   |
| ----------------------------------- | -------- | ------- | -------------------- | ----------------- | ------------------------------------------------------------- | ------------------------------------------------------------ | ----------------- |
|                                     | 1        | 13      | 3 października 2008  | 9 stycznia 2009   | 11 lipca 2009 (AXN)                                           | 3 października 2009 (AXN)                                    |                   |
| 14 listopada 2013 (SciFi Universal) | 1        | 13      | 3 października 2008  | 9 stycznia 2009   | 2 grudnia 2013 (SciFi Universal)                              |                                                              |                   |
|                                     | 2        | 13      | 9 października 2009  | 15 stycznia 2010  | 20 stycznia 2010 (AXN SciFi)                                  | 14 kwietnia 2010 (AXN SciFi)                                 |                   |
| 3 grudnia 2013 (SciFi Universal)    | 2        | 13      | 9 października 2009  | 15 stycznia 2010  | 18 grudnia 2013 (SciFi Universal)                             |                                                              |                   |
|                                     | 3        | 20      | 15 października 2010 | 20 czerwca 2011   | 21 czerwca 2012 (AXN SciFi) 19 grudnia 2013 (SciFi Universal) | 18 lipca 2012 (AXN SciFi) 17 stycznia 2014 (SciFi Universal) |                   |
|                                     | 4        | 13      | 7 października 2011  | 30 grudnia 2011   | 19 lipca 2012 (AXN SciFi) 22 stycznia 2013 (AXN Spin)         | 12 lutego 2013 (AXN Spin)                                    |                   |
|                                     | Webisody | 8       | 14 maja 2007         | 30 sierpnia 2007  | —                                                             | —                                                            |                   |

## Seria 1 (2008-2009)
Premiera serialu, pod oryginalną nazwą Sanctuary odbywała się na kanale AXN w każdą sobotę o godzinie 22:00. Emisja serialu pod nazwą Sanktuarium odbywa się na kanale SciFi Universal od 14 listopada 2013 roku, od poniedziałku do piątku o godzinie 19:00.
| Nr | #  | Tytuł                 | Tytuł polski                       | Reżyseria       | Scenariusz                 | Premiera             | Premiera w Polsce                                          |
| -- | -- | --------------------- | ---------------------------------- | --------------- | -------------------------- | -------------------- | ---------------------------------------------------------- |
| 1  | 1  | Sanctuary for All (1) | Sanktuarium dla wszystkich - cz. 1 | Martin Wood     | Sam Egan Damian Kindler    | 3 października 2008  | 11 lipca 2009 (AXN) 14 listopada 2013 (SciFi Universal)    |
| 2  | 2  | Sanctuary for All (2) | Sanktuarium dla wszystkich - cz. 2 | Martin Wood     | Sam Egan Damian Kindler    | 3 października 2008  | 18 lipca 2009 (AXN) 15 listopada 2013 (SciFi Universal)    |
| 3  | 3  | Fata Morgana          | Fatamorgana                        | Martin Wood     | Martin Wood Damian Kindler | 10 października 2008 | 25 lipca 2009 (AXN) 18 listopada 2013 (SciFi Universal)    |
| 4  | 4  | Folding Man           | Składak                            | James Head      | Sam Egan                   | 17 października 2008 | 1 sierpnia 2009 (AXN) 19 listopada 2013 (SciFi Universal)  |
| 5  | 5  | Kush                  | Hindukusz                          | Martin Wood     | Damian Kindler             | 24 października 2008 | 8 sierpnia 2009 (AXN) 20 listopada 2013 (SciFi Universal)  |
| 6  | 6  | Nubbins               | Nubbiny                            | Peter DeLuise   | Sam Egan                   | 7 listopada 2008     | 15 sierpnia 2009 (AXN) 21 listopada 2013 (SciFi Universal) |
| 7  | 7  | The Five              | Piątka                             | Martin Wood     | Damian Kindler             | 14 listopada 2008    | 22 sierpnia 2009 (AXN) 22 listopada 2013 (SciFi Universal) |
| 8  | 8  | Edward                | Edward                             | Brenton Spencer | Sam Egan                   | 21 listopada 2008    | 29 sierpnia 2009 (AXN) 25 listopada 2013 (SciFi Universal) |
| 9  | 9  | Requiem               | Requiem                            | Martin Wood     | Damian Kindler             | 5 grudnia 2008       | 5 września 2009 (AXN) 26 listopada 2013 (SciFi Universal)  |
| 10 | 10 | Warriors              | Wojownicy                          | Brenton Spencer | Sam Egan Peter Mohan       | 12 grudnia 2008      | 12 września 2009 (AXN) 27 listopada 2013 (SciFi Universal) |
| 11 | 11 | Instinct              | Instynkt                           | Steve Adelson   | Damian Kindler             | 19 grudnia 2008      | 19 września 2009 (AXN) 28 listopada 2013 (SciFi Universal) |
| 12 | 12 | Revelations (1)       | Objawienia - cz. 1                 | Martin Wood     | Sam Egan Damian Kindler    | 29 grudnia 2008      | 26 września 2009 (AXN) 29 listopada 2013 (SciFi Universal) |
| 13 | 13 | Revelations (2)       | Objawienia - część 2               | Martin Wood     | Sam Egan Damian Kindler    | 5 stycznia 2009      | 3 października 2009 (AXN) 2 grudnia 2013 (SciFi Universal) |

## Seria 2 (2009-2010)
Drugi sezon serialu po raz pierwszy w Polsce został wyemitowany na kanale AXN SciFi, od 20 stycznia 2010, w każdą środę o godzinie 22:00.
| Nr | #  | Tytuł             | Tytuł polski          | Reżyseria       | Scenariusz                  | Premiera             | Premiera w Polsce                                              |
| -- | -- | ----------------- | --------------------- | --------------- | --------------------------- | -------------------- | -------------------------------------------------------------- |
| 14 | 1  | End of Nights (1) | Koniec nocy - część 1 | Martin Wood     | Damian Kindler              | 9 października 2009  | 20 stycznia 2010 (AXN SciFi) 3 grudnia 2013 (SciFi Universal)  |
| 15 | 2  | End of Nights (2) | Koniec nocy - część 2 | Martin Wood     | Damian Kindler              | 16 października 2009 | 27 stycznia 2010 (AXN SciFi) 4 grudnia 2013 (SciFi Universal)  |
| 16 | 3  | Eulogy            | Mowa pochwalna        | Brenton Spencer | Sara B. Charno              | 23 października 2009 | 3 lutego 2010 (AXN SciFi) 5 grudnia 2013 (SciFi Universal)     |
| 17 | 4  | Hero              | Bohater               | Martin Wood     | Alan McCullough             | 30 października 2009 | 10 lutego 2010 (AXN SciFi) 6 grudnia 2013 (SciFi Universal)    |
| 18 | 5  | Pavor Nocturnus   | -                     | Brenton Spencer | James Thorpe Damian Kindler | 6 listopada 2009     | 17 lutego 2010 (AXN SciFi)                                     |
| 19 | 6  | Fragments         | Fragmenty             | Steve Adelson   | Sara B. Charno              | 13 listopada 2009    | 24 lutego 2010 (AXN SciFi) 9 grudnia 2013 (SciFi Universal)    |
| 20 | 7  | Veritas           | Veritas               | Amanda Tapping  | Alan McCullough             | 20 listopada 2009    | 3 marca 2010 (AXN SciFi) 10 grudnia 2013 (SciFi Universal)     |
| 21 | 8  | Next Tuesday      | Przyszły wtorek       | Martin Wood     | Damian Kindler              | 4 grudnia 2009       | 10 marca 2010 (AXN SciFi) 11 grudnia 2013 (SciFi Universal)    |
| 22 | 9  | Penance           | Pokuta                | Brenton Spencer | Alan McCullough             | 11 grudnia 2009      | 17 marca 2010 (AXN SciFi) 12 grudnia 2013 (SciFi Universal)    |
| 23 | 10 | Sleepers          | Uśpieni               | Steve Adelson   | James Thorpe                | 18 grudnia 2009      | 24 marca 2010 (AXN SciFi) 13 grudnia 2013 (SciFi Universal)    |
| 24 | 11 | Haunted           | Nawiedzony            | Peter DeLuise   | Damian Kindler James Thorpe | 8 stycznia 2010      | 31 marca 2010 (AXN SciFi) 16 grudnia 2013 (SciFi Universal)    |
| 25 | 12 | Kali (1)          | Kali - część 1        | Martin Wood     | Alan McCullough             | 15 stycznia 2010     | 7 kwietnia 2010 (AXN SciFi) 17 grudnia 2013 (SciFi Universal)  |
| 26 | 13 | Kali (2)          | Kali - część 2        | Martin Wood     | Damian Kindler              | 15 stycznia 2010     | 14 kwietnia 2010 (AXN SciFi) 18 grudnia 2013 (SciFi Universal) |

## Seria 3 (2010-2011)
14 grudnia 2009 roku SciFi Universal potwierdziło realizację trzeciej serii składającej się z 20 odcinków. Od 19 grudnia 2013 seria miała premierę na SciFi Universal.
| Nr | #  | Tytuł                  | Tytuł polski               | Reżyseria         | Scenariusz      | Premiera             | Premiera w Polsce                                             |
| -- | -- | ---------------------- | -------------------------- | ----------------- | --------------- | -------------------- | ------------------------------------------------------------- |
| 27 | 1  | Kali (3)               | Kali - część 3             | Martin Wood       | Alan McCullough | 15 października 2010 | 21 czerwca 2012 (AXN SciFi) 19 grudnia 2013 (SciFi Universal) |
| 28 | 2  | Firewall               | Firewall                   | Martin Wood       | Damian Kindler  | 22 października 2010 | 22 czerwca 2012 (AXN SciFi) 20 grudnia 2013 (SciFi Universal) |
| 29 | 3  | Bank Job               | Skok na bank               | Peter DeLuise     | James Thorpe    | 29 października 2010 | 25 czerwca 2012 (AXN SciFi) 23 grudnia 2013 (SciFi Universal) |
| 30 | 4  | Trail of Blood         | Tropem krwi                | Steven A. Adelson | Gillian Horvath | 5 listopada 2010     | 26 czerwca 2012 (AXN SciFi) 24 grudnia 2013 (SciFi Universal) |
| 31 | 5  | Hero II : Broken Arrow | Bohater 2: Złamana strzała | Mairzee Almas     | Alan McCullough | 12 listopada 2010    | 27 czerwca 2012 (AXN SciFi) 26 grudnia 2013 (SciFi Universal) |
| 32 | 6  | Animus                 | Wrogość                    | Martin Wood       | Miranda Kwok    | 19 listopada 2010    | 28 czerwca 2012 (AXN SciFi) 27 grudnia 2013 (SciFi Universal) |
| 33 | 7  | Breach                 | Wyłom                      | Martin Wood       | Damian Kindler  | 29 listopada 2010    | 29 czerwca 2012 (AXN SciFi) 30 grudnia 2013 (SciFi Universal) |
| 34 | 8  | For King and Country   | Za króla i ojczyznę        | Lee Wilson        | James Thorpe    | 3 grudnia 2010       | 2 lipca 2012 (AXN SciFi) 31 grudnia 2013 (SciFi Universal)    |
| 35 | 9  | Vigilante              | Stróż prawa                | Steven A. Adelson | Alan McCullough | 10 grudnia 2010      | 3 lipca 2012 (AXN SciFi) 2 stycznia 2014 (SciFi Universal)    |
| 36 | 10 | The Hollow Men         | Ukryte miasto              | Martin Wood       | James Thorpe    | 17 grudnia 2010      | 4 lipca 2012 (AXN SciFi) 5 stycznia 2014 (SciFi Universal)    |
| 37 | 11 | Pax Romana             | Pax Romana                 | Martin Wood       | Damian Kindler  | 15 kwietnia 2011     | 5 lipca 2012 (AXN SciFi) 6 stycznia 2014 (SciFi Universal)    |
| 38 | 12 | Hangover               | Kac                        | Andy Mikita       | James Thorpe    | 22 kwietnia 2011     | 6 lipca 2012 (AXN SciFi) 7 stycznia 2014 (SciFi Universal)    |
| 39 | 13 | One Night              | Noc                        | Amanda Tapping    | Damian Kindler  | 25 kwietnia 2011     | 9 lipca 2012 (AXN SciFi) 8 stycznia 2014 (SciFi Universal)    |
| 40 | 14 | Metamorphosis          | Metamorfoza                | Andy Mikita       | Alan McCullough | 2 maja 2011          | 10 lipca 2012 (AXN SciFi) 9 stycznia 2014 (SciFi Universal)   |
| 41 | 15 | Wingman                | Randka                     | Peter DeLuise     | Miranda Kwok    | 9 maja 2011          | 11 lipca 2012 (AXN SciFi) 10 stycznia 2014 (SciFi Universal)  |
| 42 | 16 | Awakening              | Przebudzenie               | Lee Wilson        | Gillian Horvath | 16 maja 2011         | 12 lipca 2012 (AXN SciFi) 13 stycznia 2014 (SciFi Universal)  |
| 43 | 17 | Normandy               | Normandia                  | Martin Wood       | Damian Kindler  | 23 maja 2011         | 13 lipca 2012 (AXN SciFi) 14 stycznia 2014 (SciFi Universal)  |
| 44 | 18 | Carentan               | Carentan                   | Steven A. Adelson | James Thorpe    | 6 czerwca 2011       | 16 lipca 2012 (AXN SciFi) 15 stycznia 2014 (SciFi Universal)  |
| 45 | 19 | Out Of The Blue        | Zaskoczenie                | Martin Wood       | Damian Kindler  | 13 czerwca 2011      | 17 lipca 2012 (AXN SciFi) 16 stycznia 2014 (SciFi Universal)  |
| 46 | 20 | Into The Black         | Krok w ciemność            | Damian Kindler    | Alan McCullough | 20 czerwca 2011      | 18 lipca 2012 (AXN SciFi) 17 stycznia 2014 (SciFi Universal)  |

## Seria 4 (2011)
18 stycznia 2011 roku stacja ogłosiła, że złożyła zamówienie na czwartą serię, która składa się z 13 odcinków.
| №  | Nr | Tytuł                  | Tytuł polski                  | Reżyseria         | Scenariusz                   | Premiera             | Premiera w Polsce (AXN Spin) |
| -- | -- | ---------------------- | ----------------------------- | ----------------- | ---------------------------- | -------------------- | ---------------------------- |
| 47 | 1  | Tempus                 | Tempus                        | Martin Wood       | Damian Kindler               | 7 października 2011  | 22 stycznia 2013             |
| 48 | 2  | Uprising               | Powstanie                     | Amanda Tapping    | James Thorpe                 | 14 października 2011 | 23 stycznia 2013             |
| 49 | 3  | Untouchable            | Nietykalni                    | Steven A. Adelson | Gillian Horvath              | 21 października 2011 | 24 stycznia 2013             |
| 50 | 4  | Monsoon                | Monsun                        | Martin Wood       | Damian Kindler               | 28 października 2011 | 28 stycznia 2013             |
| 51 | 5  | Resistance             | Opór                          | Lee Wilson        | Alan McCullough              | 4 listopada 2011     | 29 stycznia 2013             |
| 52 | 6  | Homecoming             | Powrót                        | Robin Dunne       | Damian Kindler, James Thorpe | 11 listopada 2011    | 30 stycznia 2013             |
| 53 | 7  | Icebreaker             | Lodołamacz                    | Martin Wood       | Martin Wood                  | 18 listopada 2011    | 31 stycznia 2013             |
| 54 | 8  | Fugue                  | Fuga                          | Damian Kindler    | Damian Kindler               | 25 listopada 2011    | 4 lutego 2013                |
| 55 | 9  | Chimera                | Chimera                       | Martin Wood       | James Thorpe                 | 29 listopada 2011    | 5 lutego 2013                |
| 56 | 10 | Acolyte                | Akolita                       | Lee Wilson        | Alan McCullough              | 9 grudnia 2011       | 6 lutego 2013                |
| 57 | 11 | The Depths             | Wyprawa                       | Martin Wood       | Gillian Horvath              | 16 grudnia 2011      | 7 lutego 2013                |
| 58 | 12 | Sanctuary for None (1) | Sanktuarium dla nikogo - cz 1 | Damian Kindler    | James Thorpe                 | 23 grudnia 2011      | 11 lutego 2013               |
| 59 | 13 | Sanctuary for None (2) | Sanktuarium dla nikogo - cz 2 | Damian Kindler    | Damian Kindler               | 30 grudnia 2011      | 12 lutego 2013               |

## Webizody (2007)
| Nr | Tytuł         | Reżyseria   | Scenariusz                 | Premiera         | Kod |
| -- | ------------- | ----------- | -------------------------- | ---------------- | --- |
| 1  | Webisode I    | Martin Wood | Damian Kindler Martin Wood | 14 maja 2007     | 101 |
| 2  | Webisode II   | Martin Wood | Damian Kindler Martin Wood | 28 maja 2007     | 102 |
| 3  | Webisode III  | Martin Wood | Damian Kindler Martin Wood | 11 czerwca 2007  | 103 |
| 4  | Webisode IV   | Martin Wood | Damian Kindler Martin Wood | 25 czerwca 2007  | 104 |
| 5  | Webisode V    | Martin Wood | Damian Kindler Martin Wood | 16 lipca 2007    | 105 |
| 6  | Webisode VI   | Martin Wood | Damian Kindler Martin Wood | 30 lipca 2007    | 106 |
| 7  | Webisode VII  | Martin Wood | Damian Kindler Martin Wood | 16 sierpnia 2007 | 107 |
| 8  | Webisode VIII | Martin Wood | Damian Kindler Martin Wood | 30 sierpnia 2007 | 108 |